# Zawady (Ceranów)
Pour les articles homonymes, voir Zawady.
Zawady  [zaˈvadɨ] est un village polonais de la gmina de Ceranów dans le powiat de Sokołów et dans la voïvodie de Mazovie, au centre-est de la Pologne.